# Electroclash
Electroclash, der også kendes som synthcore, retro electro, tech pop, nouveau disco, new new wave og electropunk, er en musikstil, der sammenblander 1980'ernes elektronisk musik og New Wave-synthpop med 1990'ernes techno og elektroniske dance-musik.
Stilen opstod i New York og Detroit sidst i 1990'erne og blev båret frem af navne som Collider, I-F og grupper omkring Gerald Donald samt Peaches, Adult, Legowelt og Fischerspooner. 
Genren opnåede popularitet ved Electroclash Festival i 2001 og 2002 men fadede dog ud, da den blev blandet med tech house under navnet electro house.